# Santa Giuletta
Santa Giuletta är en ort och kommun i provinsen Pavia i regionen Lombardiet i Italien. Kommunen hade 1 617 invånare (2018).